# Västra Eldslösa

Västra Eldslösa är en gård från medeltiden i Mjölby socken (nuvarande Mjölby kommun). Den bestod av 2  mantal.

## Historik
Eldslösa bestod av 5 mantal och nämnes Eslösum 1286 och avses därmed troligtvis denna gård. Tyrne Ingelsson erkänner sig år 1348 vara skyldig Vreta kloster 100 mark penningar och pantsätter sina gårdar Aezleso och Slykkiu. År 1400 ingav Folke Nilsson (Ivar Nilssons ätt) med jungfru Ingeborg Kristinadotter till Skänninge nunnekloster 3 1/2 attung i Västra Eldslösa, på det nämnda jungfru och sedermera efter henne en person alltid må underhållas i klostret för att bedja för Folke och hans släkt.
Ingeld Törneson (ett hjorthorn i skölden och två på hjälmen) överlät 1400 till Vadstena kloster dels som betalning för 14 fat
järn, dels som gåva bland annat 2 attung jord här. Frälsegodset har under 1600–talet tillhört släkterna Rålamb, Lindsköld och Lagerfelt, 1726 Gripenwaldt och von Schwerin. År 1825 tillhörde frälsegodset änkefru Modée. 
Västra Eldslösa tillhörde 1871 A. Viström, 1894 stationsskrivaren T. K. Bergman, 1910 och ännu Karl A. Petersson.